# L.A. Blues
L.A. Blues är en Konsert-DVD av The Rolling Stones som spelades in 1975 i Los Angeles.

## Låtlista
1. Intro
2. Honky Tonk Women
3. All Down the Line
4. If You Can't Rock Me
5. Get Off Of My Cloud
6. Star Star
7. Gimme shelter
8. Ain't To Proud To Beg
9. You Gotta Move
10. You Can't Always get Wht You Want
11. Happy (Keith sjunger)
12. Tumbling Dice
13. It's Only Rock N Roll
14. Presentation
15. Doo Doo Doo Doo (heartbreaker)
16. Fingerprint File
17. Angie
18. Wild Horses
19. That's Life
20. Out Of Space
21. Brown Sugar
22. Rip This Joint
23. Street Fighting Man
24. Jumpin' Jack Flash
25. Sympathy for The Devil